# Sanda
Sanda (яп. サンダ) — японська серія манґи, написана та проілюстрована Пару Ітаґакі. З липня 2021 року по липень 2024 року публікувалася в журналі Weekly Shōnen Champion видавництва Akita Shoten, та її розділи зібрано у шістнадцять томів танкобонів. Прем'єра аніме-адаптації виробництва студії Science Saru запланована на кінець 2025 року.
Події розгортаються в майбутньому, де народжуваність в Японії стрімко знижується. Головний герой, Санда Кадзусіґе, дізнається, що він є нащадком Санта-Клауса завдяки його однокласниці Сіорі Фуюмури. Разом вони намагаються знайти зниклу однокласницю Фуюмури, Оно Ітіє.

## Сюжет
Події розгортаються в 2080 році. Японія, що постраждала від зниження народжуваності, запровадила низку заходів контролю за неповнолітніми, зокрема влаштовує шлюбних партнерів з дитинства, не дозволяє дітям спати, щоб сповільнити розвиток, і зобов'язує їх ходити в туалет окремо від дорослих. Соціальний статус молоді також вищий, ніж у дорослих. Санта-Клаус довгий час був запечатаний через прокляття, що змушує суспільство вірити, що Санта-Клаус зник, і вважати Різдво стародавнім звичаєм або вигаданою легендою.
25 грудня, коли йшов сніг, однокласниця Сіорі Фуюмура зламала печатку на тілі учня середньої школи Санди Кадзусіґе, перетворивши його на Санта-Клауса. Пізніше Санда дізнається, що може повернутися до свого шкільного вигляду, з'їдаючи желейні боби, або перетворитися на Санту, одягнувши червоне вбрання. Причина, чому Фуюмура зняла печатку, полягала в тому, що вона сподівалася, що Санда допоможе знайти її зниклу однокласницю Оно Ітіє, а також сподівалася, що він нагадає суспільству про Різдво.

## Виробництво
Перед випуском Sanda Пару Ітаґакі опублікувала окремий розділ під назвою White Beard and Boobs (яп. 白ヒゲとボイン, Shirohige to Boin, укр. Біла борода і цицьки)  у манґа-журналі  Weekly Manga Goraku видавництва Nihon Bungeisha 7 вересня 2018 року. Цей ван-шот був про Санта Клауса та секс-працівницю. Ітаґакі поговорила зі своїм редактором про бажання створити ще одну серію, у якій повторно використовуватиметься Санта-Клаус, але вона буде орієнтована на молодших читачів. Її редактор погодився за умови, що спочатку вона зробить однотомну манґу для видавця, яка в кінцевому підсумку стала Drip Drip (яп. ボタボタ, Bota Bota, укр. Кап-кап), том якої був випущений в квітні 2021 року; Публікація Sanda почалася через три місяці в журналі Weekly Shōnen Champion видавництва Akita Shoten 21 липня.

## Медіа

### Манґа
Sanda, написана та проілюстрована Пару Ітаґакі, публікувалася в журналі Weekly Shōnen Champion видавництва Akita Shoten з 21 липня 2021 року до 11 липня 2024 року. Перший том вийшов 8 грудня 2021 року. Шістнадцять томів випускалися з 8 грудня 2021 року по 8 жовтня 2024 року. 

#### Список томів
| №  | Дата виходу      | ISBN                   |
| -- | ---------------- | ---------------------- |
| 1  | 8 грудня 2021    | ISBN 978-4-253-28101-0 |
| 2  | 8 лютого 2022    | ISBN 978-4-253-28102-7 |
| 3  | 6 травня 2022    | ISBN 978-4-253-28103-4 |
| 4  | 7 липня 2022     | ISBN 978-4-253-28104-1 |
| 5  | 8 вересня 2022   | ISBN 978-4-253-28105-8 |
| 6  | 8 грудня 2022    | ISBN 978-4-253-28106-5 |
| 7  | 8 лютого 2023    | ISBN 978-4-253-28107-2 |
| 8  | 7 квітня 2023    | ISBN 978-4-253-28108-9 |
| 9  | 6 липня 2023     | ISBN 978-4-253-28109-6 |
| 10 | 7 вересня 2023   | ISBN 978-4-253-28110-2 |
| 11 | 8 листопада 2023 | ISBN 978-4-253-28111-9 |
| 12 | 5 січня 2024     | ISBN 978-4-253-28112-6 |
| 13 | 8 квітня 2024    | ISBN 978-4-253-28113-3 |
| 14 | 7 червня 2024    | ISBN 978-4-253-28114-0 |
| 15 | 7 серпня 2024    | ISBN 978-4-253-28115-7 |
| 16 | 8 жовтня 2024    | ISBN 978-4-253-28116-4 |

### Аніме
У липні 2024 року було оголошено, що манґа отримає аніме-адаптацію виробництва студії Science Saru. Режисером серіалу буде Томохіса Cімояма, Кіміко Уено буде куратором і автором сценарію, а Масаміті Ісіяма —  дизайнером персонажів і головним режисером анімації. Музику до серіалу напише Томоюкі Танака. Прем'єра серіалу запланована на 4 квартал 2025 року.